# UC-133
UC-133 – niemiecki podwodny stawiacz min z okresu I wojny światowej, jedna z 88 zamówionych jednostek typu UC III. Stępkę okrętu położono w 1918 roku w stoczni Blohm & Voss w Hamburgu, nie został jednak nigdy zwodowany i ukończony. Złomowano go na pochylni w 1919 roku.

## Projekt i budowa
Podwodne stawiacze min typu UC III były lekko ulepszoną wersją swoich poprzedników (typu UC II), zaprojektowaną w celu uzupełnienia wojennych strat tych ostatnich i likwidacji wad zauważonych podczas eksploatacji. Powiększono minimalnie wymiary, wyporność i moc układu napędowego, zwiększono liczbę członków załogi, zainstalowano działo pokładowe o większym kalibrze (10,5 cm), zwiększono maksymalną głębokość zanurzenia do 75 metrów, skrócono czas alarmowego zanurzenia do 15 sekund, zmniejszono natomiast liczbę przewożonych min do 14 sztuk. Łącznie zamówiono 88 jednostek tego typu, jednak do zakończenia działań wojennych do służby przyjęto jedynie 16 okrętów .
UC-133 zamówiony został 17 grudnia 1917 roku jako jedna z 36 jednostek z II serii okrętów typu UC III (numer projektu 41a, nadany przez Inspektorat U-Bootów), w ramach wojennego programu rozbudowy floty. Budowany był w stoczni Blohm & Voss w Hamburgu jako jeden z 50 okrętów typu UC III zamówionych w tej wytwórni . UC-133 otrzymał numer stoczniowy 379 (Werk 379) . Stępkę okrętu położono w 1918 roku .

## Dane taktyczno-techniczne
UC-133 miał być średniej wielkości przybrzeżnym okrętem podwodnym konstrukcji dwukadłubowej o długości całkowitej 57,1 metra, szerokości 5,54 metra i zanurzeniu 3,77 metra . Wykonany ze stali kadłub sztywny miał 42,2 metra długości i 3,65 metra szerokości . Wysokość (od stępki do szczytu kiosku) wynosiła 7,98 metra . Wyporność w położeniu nawodnym miała wynosić 511 ton, a w zanurzeniu 582 tony . Okręt miał być napędzany na powierzchni przez dwa 6-cylindrowe, czterosuwowe silniki Diesla MAN S6V26/36 o łącznej mocy 600 KM, a pod wodą miał się poruszać dzięki dwóm silnikom elektrycznym SSW o łącznej mocy 770 KM . Dwa wały napędowe poruszające dwoma śrubami miały zapewnić prędkość 11,5 węzła na powierzchni i 6,6 węzła w zanurzeniu. Zasięg miał wynosić 9 850 Mm przy prędkości 7 węzłów w położeniu nawodnym oraz 40 Mm przy prędkości 4,5 węzła pod wodą. Zbiorniki mieściły 67 ton paliwa . Dopuszczalna głębokość zanurzenia miała wynieść 75 metrów, a czas zanurzenia 15 sekund.
Głównym uzbrojeniem okrętu miało być 14 min kotwicznych typu UC/200 w sześciu skośnych szybach minowych o średnicy 100 cm, usytuowanych w podwyższonej części dziobowej. Uzbrojenie uzupełniały dwie zewnętrzne wyrzutnie torped kalibru 500 mm (strzelające w kierunku dziobu, umiejscowione na pokładzie na śródokręciu po obu stronach kiosku), jedna wewnętrzna wyrzutnia torped kal. 500 mm na rufie (z łącznym zapasem 7 torped) oraz umieszczone przed kioskiem działo pokładowe kal. 10,5 cm Utof C/16 L/45, z zapasem amunicji wynoszącym 150 naboi .
Załoga okrętu składać się miała z 3 oficerów oraz 29 podoficerów i marynarzy.

## Losy jednostki
Budowa UC-133 nie została zakończona do momentu podpisania rozejmu w Compiègne, w związku z czym nie wszedł on nigdy do służby w Kaiserliche Marine . U-Boot został w 1919 roku złomowany bezpośrednio na pochylni, na której był budowany .